# Акшаев, Вячеслав Евгеньевич
Вячесла́в Евге́ньевич Акша́ев (бел. Вячаслаў Яўгенавіч Акшаеў; 6 апреля 1959, Витебск, Белорусская ССР, СССР) — советский и белорусский футболист, выступавший на позиции полузащитника. После завершения карьеры футболиста стал тренером, сумел выиграть практически все награды во внутреннем первенстве.

## Биография
Окончил витебскую среднюю школу № 21 имени Героя Советского Союза В. А. Демидова в 1976 году и факультет физического воспитания и спорта ВГПИ имени С. М. Кирова (ныне — Витебский государственный университет имени П. М. Машерова) в 1982 году. Дебютировал на тренерском мостике в 1995 году, возглавив витебскую «Двину», которая испытывала серьёзные финансовые трудности. Однако несмотря на все финансовые условия, команда шла в лидерах и уступив лишь однажды в чемпионате за 30 игр минскому «Динамо», «Двина» заняла итоговое второе место в чемпионате и стала настоящим открытием того сезона. Уже в следующем году в Витебске путём слияния двух команд «Двины» и «Локомотива» образовался «Локомотив-96», который возглавил Акшаев. Вместе с «Локомотивом-96» в 1997 году Акшаеву удалось стать бронзовым призёром первенства, пропустив лишь вперёд бессменного чемпиона на то время минское «Динамо» и бобруйскую «Белшину». Уже в следующем сезоне «Локомотив-96» стал обладателем Кубка Беларуси 1997/1998, выиграв в финале в дополнительном времени минское «Динамо» 2:1.
В 1999 году перешёл в «Гомель», с которым стал бронзовым призёром чемпионата.
Однако уже в 2000 году принял предложение бобруйской «Белшины», с которой добился самой значимой тренерской награды — чемпионом Беларуси. Именно в 2001 году Акшаев привёл «Белшину» к «золотому дублю», выиграв чемпионат и кубок Беларуси. В напряжённой борьбе за золото первенства бобруйчане взяли вверх над минским «Динамо» и борисовским «БАТЭ», которые стали вторыми и третьими соответственно. В Кубке Беларуси в финале бобруйчане в дополнительное время со счётом 1:0 выиграли мозырьскую «Славию».
Благодаря чемпионству в 2001 году, Акшаев впервые в качестве тренера дебютировал в Лиге чемпионов 2002/2003. В первом раунде квалификации бобруйская команда обыграла североирландский «Портадаун» по сумме двух встреч 3:2. Во втором квалификационном раунде «Белшина» уступила «Маккаби» (Хайфа) из Израиля 0:4 и 0:1, после чего Акшаев подал в отставку.
В 2003 году возглавлял «Молодечно» и «МТЗ-РИПО» (Минск), с которым завоевал путёвку в высший дивизион Беларуси, однако после завершения сезона команда была практически вся расформирована, и Акшаев покинул минскую команду.
В 2004 году принял новополоцкий «Нафтан», с которым дошёл до полуфинала Кубка Беларуси 2003/2004. Клуб постоянно находился в середняках высшей лиги.
В 2008 году принял гродненский «Неман», однако вскоре её покинул, перейдя в минский «Локомотив», который находился на дне таблицы. Акшаеву не удалось исправить ситуацию по спасению команды от зоны вылета, заняв с минской командой 14 место из 16 команд.
В 2009 году возглавил «ДСК» (Гомель), выступала в первой лиге (Д2). Акшаеву удалось занять третье место в том же сезоне не с самой сильной командой даже по меркам первой лиги. В Кубке Беларуси 2009/2010 Акшаеву удалось довести гомельскую команду до полуфинала. Были обыграны МГУП (Могилёв), «Сморгонь», «Гомель», «Динамо» (Минск). Лишь в 1/2 финала «ДСК» уступил жодинскому «Торпедо» — выиграв 2:1 дома и уступив 0:1 на выезде. Этот результат стал самым лучшим в истории гомельской команды.
В 2011 году Акшаев принял предложение Георгия Кондратьева стать помощником главного тренера национальной сборной Беларуси. Однако в 2012 году по семейным обстоятельствам покинул должность. Работал в детско-юношеской школе БАТЭ и собственном центре детской подготовки, инструктором по горнолыжному спорту в центре подготовки олимпийского резерва по зимним видам спорта.
В 2016 году возглавил команду по пляжному футболу «Сборная Витебской области». В 2017 команда получила название «Витоблспорт». В том же году команда «Витоблспорт» впервые стала обладателем Кубка Беларуси, прервав шестилетнюю гегемонию борисовского БАТЭ. В мае 2018 команда «Сборной Витебской области» выигрывает Суперкубок по пляжному футболу. В 2017—2018 являлся ассистентом главного тренера Сборной Беларуси по пляжному футболу испанца Николаса Альварадо Капорале
В 2018 году возглавил футбольный клуб «Орша» , однако сотрудничество было недолгим, в этом же году получил приглашение из Москвы и возглавил любительский клуб «Практик».
В декабре 2019 года наряду с Бразевичем рассматривался кандидатом на пост главного тренера вылетевшего из высшей лиги «Гомеля», но в итоге клуб возглавил Иван Биончик.

## Достижения
- Чемпион Беларуси (1): «Белшина» (2001)
- Серебряный призёр чемпионата Беларуси (1): «Двина» (1994/1995)
- Бронзовый призёр чемпионата Беларуси (2): «Локомотив-96» (1997); «Гомель» (1999)
- Обладатель Кубка Беларуси (2): «Локомотив-96» (1997/1998); «Белшина» (2000/2001)
- Обладатель Кубка Беларуси по пляжному футболу: «Витоблспорт» (2017)
- Обладатель Суперкубка Беларуси по пляжному футболу: «Сборная Витебской области» (2018)